# Övre hålvenen
Övre hålvenen (latin: vena cava superior) samlar upp blod från huvud, hals, armar, samt skuldergördel och mynnar i den övre delen av hjärtats högra förmak (atrium dexter).